# Pinus anemophila
Pinus anemophila là một loài thực vật hạt trần trong họ Pinaceae. Loài này được Businský mô tả khoa học đầu tiên năm 2010.